# Aegis Ashore

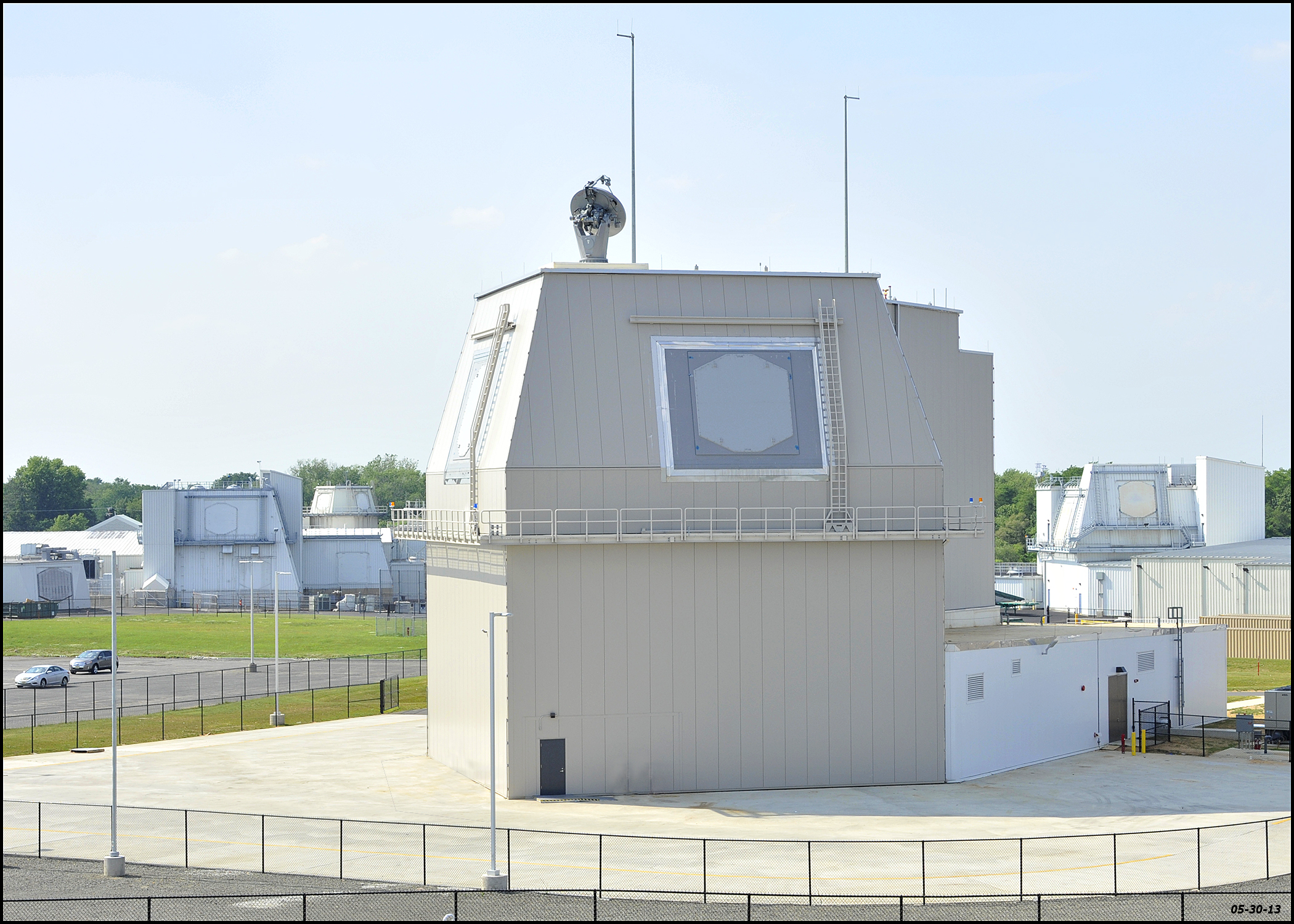
Nadbudówka Aegis Ashore z radarem SPY-1, w ośrodku testowym Lockheed Martin w Stanach Zjednoczonych

Aegis Ashore – lądowy komponent amerykańskiego morskiego systemu antybalistycznego Aegis Ballistic Missile Defense. System Aegis Ashore opracowywany jest celem niwelacji wzrastających zagrożeń dla bezpieczeństwa, wynikających z rozpowszechniania i wzrastającego znaczenia rakietowej broni balistycznej w środowisku bezpieczeństwa.
System składa się z możliwego do relokacji systemu Aegis BMD z pociskami antybalistycznymi Sm-3 Block IB oraz Sm-3 Block IIA, z modernizacjami zastosowywanymi w ciągu dekady. System Aegis Ashore stanowi dodatek dla okrętowych systemów Aegis BMD, a także jest częścią faz II i III szerszej całości określanej jako Phased Adaptive Approach (PAA), w tym stanowi podstawowy element European Phased Adaptive Approach (EPAA) - europejskiej części natowskiego systemu antybalistycznego z bazami w hiszpańskiej bazie morskiej Rota, bazie lotniczej Ramstein w Niemczech oraz bazie rakietowej w rumuńskim Deveselu.
Po instalacji w 2015 roku Rumunii radaru SPY-1D(V) oraz stopniowym rozmieszczaniu pocisków Sm-3 Block IB, od 2018 roku NATO zamierza rozmieścić w Polsce opracowane we współpracy amerykańsko-japońskiej nowocześniejsze pociski Sm-3 Block IIA o większej średnicy i prędkości, zdolne do zwalczania pocisków balistycznych pośredniego zasięgu, a w ograniczonym zakresie także dalekiego zasięgu.